# Літня казка
«Літня казка» (фр. Conte d'été) — французька лірична кінокомедія 1996 року режисера Еріка Ромера, знята в Дінарі, Сен-Люнері та Сен-Мало, що на французькому півострові Бретань. Фільм є третьою частиною циклу казок «Чотири сезони» і його показали на Каннському кінофестивалі 1996 року в секції «Особливий погляд».

## Сюжет
Під час літніх канікул студент-математик Гаспар, який захоплюється музикою, та не має особливого успіху серед дівчат, надіється провести деякий час у Бретані в містечку на морі з Леною, яка йому подобається. Вона тепер з друзями подорожує на автомобілі по Іспанії, а на зворотному шляху вони мають зустрітися. Гаспар живе в порожньому будинку свого товариша, очікує на телефонний дзвінок від Лени і не шукає нових знайомств. Та несподівано для себе знайомиться з двома студентками — Марго та Соленою, які на канікулах підробляють у містечку. То ж чим закінчиться цей відпочинок для Гаспара?

## Ролі виконують
- Мельвіль Пупо — Гаспар
- Аманда Лянгле[fr] — Марго
- Ґвенель Сімон — Солена
- Орелія Нолін — Лена
- Ален Гелаф — дядько Ален

## Пісня дочки пірата(фр.)
Je suis une fille de corsaire

On m'appelle la flibustière

J'aime le vent, j'aime la houle

Je fends la mer comme la foule la foule la foule

Vite vite! mon joli bateau

Il ne sera jamais trop tôt

Pour voguer vers San Francisco, en passant par Valparaiso

Et gagner les Aleoutiennes, en traversant les mers indiennes

Il faut que j'aille au bout du monde

Pour savoir si la terre est ronde.

## Навколо фільму
- Репліки героїв фільму 1996 року повторюють щоденникові записи режисера Еріка Ромера. В основі задуму фільму лежать юнацькі спогади режисера, який познайомився з трьома дівчатами, і так і не зумів зробити вибір.[2]
- Це третій фільм з тетралогії Еріка Ромера «Казки чотирьох пір року», до якої увійшли ще кінострічки Весняна казка (1990), Зимова казка (1992) і Осіння казка (1998).
- «Пісня дочки пірата» скомпонована Севастьяном Ермсом. Севастьян Ермс — це псевдонім, який використовують кінорежисер Ерік Ромер і французька режисерка з Гонконгу Мері Стівен для створеної ними музики для декількох фільмів Еріка Ромера.